# Cyathea nayarii
Cyathea nayarii là một loài dương xỉ trong họ Cyatheaceae. Loài này được T.Bandyop., T. Sen & U. Sen mô tả khoa học đầu tiên năm 2003.
Danh pháp khoa học của loài này chưa được làm sáng tỏ. 